# 津田左右吉
津田 左右吉（つだ そうきち、1873年〈明治6年〉10月3日 - 1961年〈昭和36年〉12月4日）は、日本の歴史学者・思想史家。早稲田大学文学部教授。記紀を史料批判の観点から研究したことで知られ、日本における実証史学の第一人者。1947年帝国学士院会員選出。1949年文化勲章受章。従三位勲一等。

## 概要
1919年の「古事記及び日本書紀の新研究」、1924年の「神代史の研究」が代表的な研究成果である。記紀神話とそれに続く神武天皇以下の記述には、どの程度の資料的価値があるか史料批判を通して考察した。
津田は記紀神話から神武天皇、欠史八代から第14代仲哀天皇とその后の神功皇后まで、つまり第15代応神天皇よりも前の天皇は系譜も含めて、史実としての資料的価値は全くないとした。これらの部分は朝廷の官人の政治的目的による造作の所産であり、記紀神話は皇室が国民を支配するという思想を前提に、それを物語として展開していったもので、神武東征もその一部であるとした。また、第23代天皇顕宗天皇、第24代仁賢天皇らの発見物語も典型的な貴種流離譚であって実在しないとしている。発見譚に関わった第22代清寧天皇も、第24代仁賢天皇の皇子の第25代武烈天皇も実在しないと主張した。
津田説は、戦後ながらく通説として扱われてきたが、考古学の進歩などにより批判的に取り上げられる場合も多くなった。

## 生涯
生い立ち
1873年（明治6年）10月3日、岐阜県加茂郡栃井村（現・美濃加茂市下米田町東栃井）に津田藤馬の長男として生まれた。津田家は尾張藩の附家老である竹腰家の家臣で、明治維新の後に竹腰家より命じられて同地へ移住した。
1886年に文明小学校（美濃加茂市立下米田小学校）を卒業。文明小学校では、士族の子として、校長の森達（もり とおる）から漢籍などの指導を受けた。小学校卒業後は名古屋の私塾を転々とした後、1821年に大谷派普通学校（現在の名古屋大谷高等学校）に入学したが、翌年に中退して故郷の東栃井に戻り、東京専門学校（後の早稲田大学）の校外生として講義録で学んだ。
1890年に上京し、邦語政治科に編入。翌1891年、東京専門学校邦語政治科（現在の早稲田大学政治経済学部）を卒業。
中学教師ならびに歴史研究者となる
東京専門学校卒業後は、個人的に白鳥庫吉の指導を受けた。1896年8月から群馬県立旧制前橋中学校（現在の県立前橋高校）で歴史担当助教諭となった。国史・東洋史・西洋史を専門別に分けて担当せず、一人の教師が教授すべきであると考えていた津田は「つらつら思うに、学校も愉快に堪えず」、そして「最も不愉快なるは受持科目なりけり」と日記に書いた（出典：前橋高校同窓会会報第47号、2020年5月）。その後、翌1897年4月に千葉県立旧制千葉中学校の教員に就任、校長は白鳥庫吉の文科大学の後輩、菊池謙二郎であった。就職に際し、白鳥が菊池の動静について津田に語っている記録が残り、白鳥による菊池への推挙があった事、採用には白鳥の影響があったことが分かる。津田も菊池校長を高く評価していた。1901年、28歳で『新撰東洋史』を刊行。
満鉄東京支社 満鮮地理歴史調査室の研究員となる
1908年、中学校教員を退職し、満鉄東京支社嘱託・満鮮地理歴史調査室研究員となった。研究室長は白鳥庫吉であった。満鉄調査部の満州朝鮮歴史地理調査部門には、その他に松井等、稲葉岩吉、池内宏らがいた。津田はこの調査部で「渤海考」「勿吉考」をテーマとした東洋史研究調査を行った。1913年には、岩波書店から『神代史の新しい研究』を刊行。同機関は、1914年に東京帝国大学文科大学に移管されるが、移管時まで所属した。
満鉄退社、大学教員となる
1917年には『文学に現われたる我が国民思想の研究』の第1巻を刊行し、1921年まで刊行を続けた。1918年、早稲田大学講師に就任。東洋史、東洋哲学を教えた。翌1919年、『古事記及び日本書紀の新研究』を発表。1920年、早稲田大学法学部・文学部教授に昇格。
1924年、51歳で『神代史の研究』を発表。前著とともに、神武天皇以前の神代史を研究の対象にし、史料批判を行ったものであった。1927年、『道家の思想と其の開展』を発表。1930年には『日本上代史研究』、1933年には『上代日本の社会及び思想』、1935年には『左伝の思想史的研究』、1937年には、小著『支那思想と日本』、1938年には『儒教の実践道徳』『蕃山・益軒』と旺盛に執筆活動を続けた。1939年、東京帝国大学法学部講師を兼任し、東洋政治思想史の講座を受け持った。
津田事件(1939年)
1939年、津田事件と呼ばれる発禁事件が起こった。津田は歴史研究者としての立場から記紀に記載された内容の文献学的考証を行い、記紀神話や『日本書紀』における聖徳太子関連記述について、その実在性を含めて批判的に考察した。津田が指摘したのは、おおよそ次の諸点である。
- 古事記と日本書紀の元になったのは、皇室系譜の「帝紀」、宮廷で伝わってきた説話の集合体の「旧辞」である。
- 帝紀と旧辞が成立したのは、6世紀の継体天皇～欽明天皇の時期である。
- 帝紀の系譜は全て史実ではなく、少なくとも15代応神天皇より以前（14代仲哀天皇や13代成務天皇以前）の天皇は創作された非実在の人物である。
- 旧辞の大部分、特に神話の部分は、6世紀の宮廷官人が、上古より天皇が国土を治めていたことを説く為に造作されたもので、史実的な資料価値は全く無い。

特に問題とされたのは、津田が執筆した『古事記及び日本書紀の研究』『神代史の研究』の2冊で、文献的批判を行ったことが神典とされてきた記紀を否定する行為であるととらえられた。蓑田胸喜や三井甲之らは、津田を「日本精神東洋文化抹殺論に帰着する悪魔的虚無主義の無比凶悪思想家」であって、不敬罪にあたると攻撃した。これを受けて政府は、1940年2月10日に『古事記及び日本書紀の研究』『神代史の研究』『日本上代史研究』『上代日本の社会及思想』の4冊を発禁処分とした。事件の発生と同じ頃、津田は文部省の要求で早稲田大学教授についても辞職させられ、3月に出版元の岩波茂雄と共に東京地方検事局の取り調べを受けた。検察側の起訴理由は以下の通りで、津田の主張を明確に表している。
『古事記及び日本書紀の研究』『神代史の研究』『日本上代史研究』『上代日本の社会及思想』の中に次のような内容が含まれている。
1. 神武天皇（初代）から仲哀天皇（14代）までの歴代天皇の存在を否定する記事がある。
2. 神武東征及び景行天皇の筑紫巡行・熊襲親征、日本武尊の熊襲征伐・東国経略、神功皇后の三韓征討など、上代における皇室の事蹟を、全て否定している。
3. 現人神である天皇の地位は祭祀を行う役割に由来するものとしている。
4. 天照大神は神代史作者が観念上、創作したものとしている。
5. 天照大神を始めとする皇室系譜上の神々は、朝廷による支配を正当化するための政治的目的で創作された存在としている。
6. 皇極天皇以前の神勅、詔勅は、全てのちの人が創作したものとしている。
7. 仲哀天皇以前の皇統譜には、意図的に手が加えられているとしている。
8. 仁徳天皇の仁政は、中国の思想をもとに創作された物語としている。
9. 皇室系譜の神々は、天皇の統治権を確立し、皇室の権威の由来を説明するために、創作された物語上の存在であるとしている。
10. 天照大神からニニギノミコトに賜った神勅には、中国の思想を含み、かつ日本書紀編者の手が加わっているとしている。

これはいずれも皇室の尊厳を冒するものであり、出版法第26条に違反する。
やがて津田は3月8日に起訴、不拘束のまま予審に回附された。以後21回にわたる公判が非公開のうちにおこなわれ、1942年（昭和17年）5月に禁錮3か月、岩波は2か月、ともに執行猶予2年の判決を受けた。起訴理由のすべてが有罪にならなかったため控訴した検事側に対して津田側も控訴したが、審理が行われないまま、1944年（昭和19年）に時効により免訴となった。
この裁判について津田はのちに「官憲による弾圧ではない」と歴史学者の大久保利謙に述べており、法廷ではまるで学問の講義をしているつもりであったという。その主張の核心は次のように要約される。そもそも天上に国土があるはずがなく、天から人が降りてくるはずもないから、これは説話である。説話を歴史的事実の記録とすることは『古事記』の精神を破壊してしまうことになる。自分は、従来の学者が殺した古典を生かそうとしたのであって、学問的真実を明らかにすることで、尊厳なる国体、わが皇室の地位がますます強固になる、というものであった。第19回公判に証人として出廷した和辻哲郎は、津田の研究は皇室の尊厳を冒涜するどころか、かえって皇室に対する尊崇を増すほどで、どんな合理的議論に対してもびくともしない学説の基礎を立てているとして、大変よいことと陳述している。検事側の論告内容を5つに要約したなかで有罪とされたのは、仲哀天皇以前の天皇の存在を肯定する記述がなかった部分についてのみで、当時の時代背景を考えても冷静な裁判が行われ、理性的な判決が下されたといえる。
戦後
戦後、津田は戦前の弾圧の経験があったことから、逆に好意的に学界に迎えられた。津田は歴史を政略の具にするべきでないとして、儒教、仏教、神道、国学などによる歴史観に反対し、また左翼思想にも同様に反対した。一貫して共産主義には否定的であり、戦後の共産主義の流行についても批判的であった。当時東京大学法学部の助手であった丸山眞男によると、「先秦政治思想史」の最終講義の終わりに津田を講師控室に導いた際に大勢の人々が押しかけて来て、その中の1人が「津田先生の立場は唯物史観ではないか」と迫った際には、津田は素早く「唯物史観は学問なんかじゃありません」と一蹴したという。
1946年、雑誌『世界』第4号に発表した論文「建国の事情と万世一系の思想」では、「天皇制は時勢の変化に応じて変化しており、民主主義と天皇制は矛盾しない」と天皇制維持を論じた。津田のこの姿勢は、天皇制廃止論者達からは「津田は戦前の思想から変節した」と批判されたが、津田の「天皇制を立憲君主制に発展させるべき」との考え方は戦前から一貫したものであり、戦後になって変化したわけではない。論文を掲載した『世界』の編集者は、津田に対して皇室擁護の記述の再考を求めたが、津田は30年来の持論であるとしてこれに応じなかった。実際、33年前の大正2年に出版した自著『神代史の新しい研究』において、「わが国の皇室は、上代の少数の氏族すべての宗家であり…其の間の関係は血縁で維（つな）がれた一家の親（したし）みであつて、威力から生ずる圧服と服従とではないといふのである。皇室の万世一系である根本的理由はここにあるので国民的団結の核心であるからこそ、国民と共に、国家と共に、永久なのである。さうして、皇室の真の威厳がここにある。」と主張している。　
1947年、帝国学士院会員に選出された。1961年12月4日、老衰のため東京都武蔵野市境の自宅で死去。墓所は新座市平林寺にある。

## 受賞・栄典
- 1949年：文化勲章を受章。
- 1960年：美濃加茂市名誉市民第1号に選ばれた。
- 従三位
- 勲一等瑞宝章
- 文化勲章

## 研究業績

### 古代史研究：記紀への問い
『古事記』や『日本書紀』、特に神話関係の部分は後世の潤色が著しいとして史料批判を行った。その方法は津田の創始ではなく、明治以降の近代実証主義を日本古代史に当てはめ、記紀の成立過程についてひとつの相当程度合理的な説明を行った側面が大きい。
ただし、同様の原則を古代史に適用することは、直接皇室の歴史を疑うことにつながるゆえに、禁忌とされてきた。それを初めて破って、著書の中で近代的な史料批判を全面的に記紀に適用したのが津田だった。
それゆえ津田が従前の歴史学から離れた立場にあったわけではないが、津田の業績を基本的に承認・利用しつつ、その核心部分を肯定する文章を自ら書き下ろすことは避けようとする態度が他の学者にはあった。
津田の個々具体的な主張には、かなり印象論的なものも多く、批判もあった。日本史の坂本太郎や井上光貞は、津田らの研究が「主観的合理主義」に過ぎないという主旨の批判を行っている。歴史学界の外部からは、津田が歴史史料以外を信用せず、考古学や民俗学の知見を無視したことに批判がある。
ただし、坂本や井上をはじめ戦後の文献史学者の多くは、津田の文献批判の基本的な構図を受け入れており、一般に継体天皇以前の記紀の記述については「単独では証拠力に乏しい」と見ている。
津田が主張した記紀への指摘
- 記紀神話は天皇の日本支配を正当化するため、6世紀中頃（継体から欽明朝）に作り出された説話である。
- 6世紀に作り出された説話は、様々な潤色をされ、8世紀初頭に現在の記紀神話になった。
- 初代天皇である神武天皇は大和王朝の起源を説明する為に作り出された人物で史実ではない。
- 神武から9代目の開化天皇（欠史八代）までは、記紀編纂時に挿入された創作の人物である。
- 最初に実在した可能性のある天皇は10代目の崇神天皇である。
- 13代成務天皇、14代仲哀天皇とその后の神功皇后は実在しない創作の人物である[25][26]。

このほかに広く受け入れられている津田の説として、『日本書紀』の25代武烈天皇の暴虐記事がある。不可解な武烈の暴虐記事が捏造だと初めて指摘したのが津田であった。皇統の断絶を起こし、継体天皇を招く事になった理由として、「記紀の編纂者が『尚書』『韓非子』『呂氏春秋』『史記』などに登場し王朝最後の暴君とされる桀や紂を参考にして、暴虐記事を書いた」としたのである。この説も、歴史学者からは広く支持されている。
このように、記紀神話の研究を飛躍的に進めた点は高く評価されており、津田史観は現在の歴史学では定説になっている。

### 「東洋」への批判
日中印に共同の生活がなく、共同の歴史が無いとして「東洋」という区分に否定的だった。津田は日本の思想形成における中国思想の影響については、否定的もしくは消極的な立場をとり、日本文化の独自性を主張した。中国思想等についての実証研究でも影響を与えたが、儒教は人間性を無視しているとして、中国思想は「特殊な否定的なもの」であるとして、批判的であった。また、近代西洋文化に対しては肯定的な近代主義者でもあった。「明治人に特有な脱亜論的ナショナリズム」を体現していたとも評価される。
日本思想史に関しても、『文学に現はれたる我が国民思想の研究』（全4巻）の大著があり、現在は岩波文庫全8巻に納められている。古代から江戸時代末期までが扱われており、未完に終わったが、『維新の思想史』などでその後の展開を知ることができる。
上代ですら日韓に親近感がなかったのは明白として、韓国併合にも否定的だった。
津田の指導を受けた李丙燾（り へいとう、イ・ビョンド、1896年 - 1989年）は、朝鮮総督府朝鮮史編纂委員会委員を経て1934年に震檀学会理事長に就任し、1945年には京城帝国大学文理科教授となるが、戦後も引き続き、韓国文教部長官、韓国学術院院長を歴任し、韓国の歴史学を主導した。李丙燾は津田の方法論を受け継ぎ、実証的な研究を牽引した。一方このような李丙燾に対して朝鮮民族史観からは、植民史観として批判をうけ、李丙燾及び津田左右吉の史観（例えば任那日本府に関する見解、『三国史記』初期記録不信論、漢四郡は朝鮮半島に存在したという見解）も批判されている。

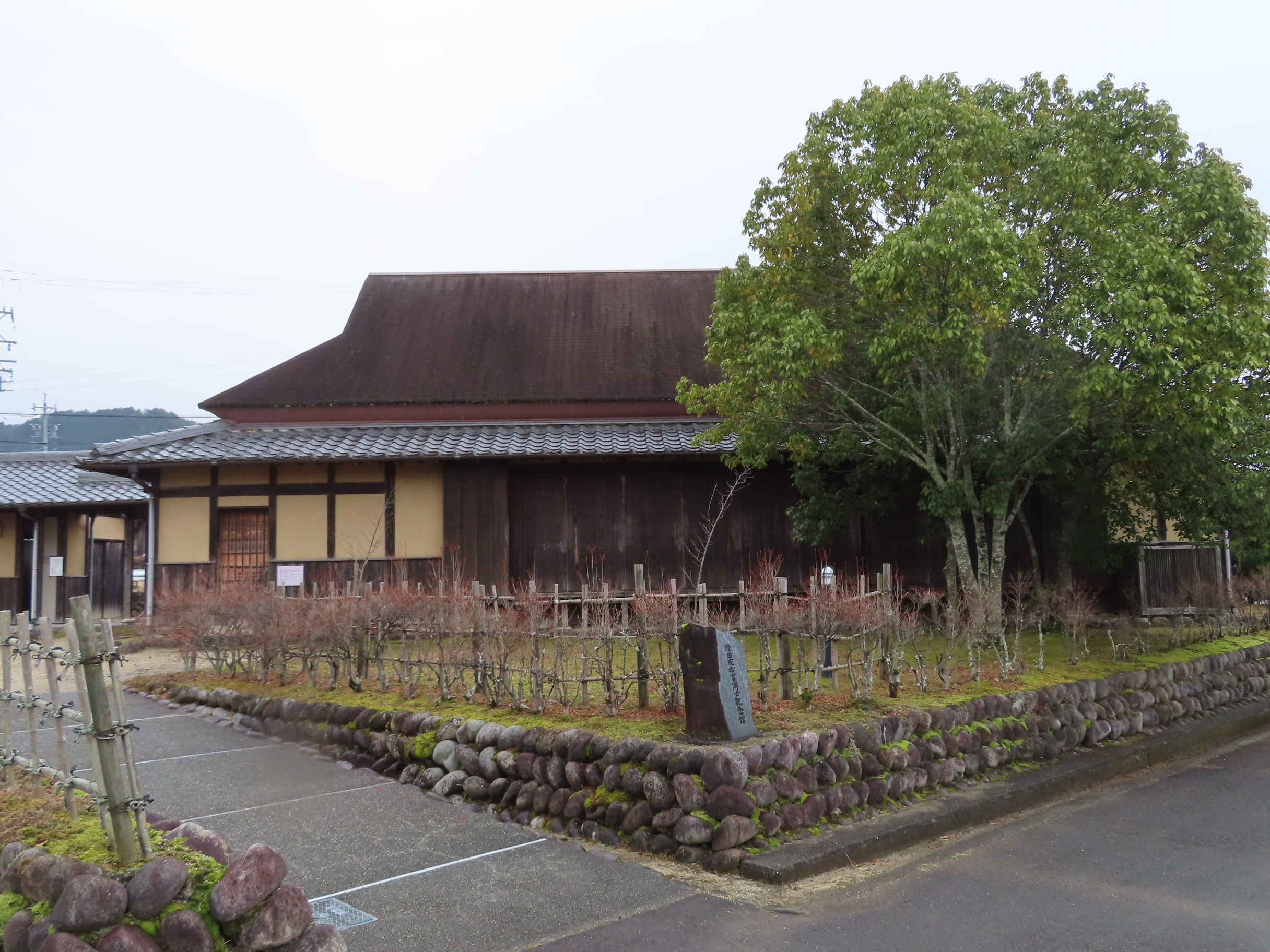
津田の生家。移築して津田左右吉博士記念館となっている。

### 指導学生
- 郭明昆（中国語版）
- 栗田直躬
- 李相佰
- 李丙燾（朝鮮語版）

### 津田左右吉博士記念館
2001年（平成13年）3月に、津田の遺徳と業績の顕彰を目的として、遺品、研究資料、著書等を管理、公開する施設「津田左右吉博士記念館」が開館した。

## 著作
単著
- 『新撰東洋史』宝永館 1901
- 『朝鮮歷史地理』南満洲鉄道 1913
- 『神代史の新しい硏究』二松堂書店 1913
- 『文學に現はれたる我が國民思想の硏究』洛陽堂（全4巻）1917-21
  - 『文学に現はれたる我が国民思想の研究』岩波書店（全5巻）1975
  - 『文学に現はれたる我が国民思想の研究』岩波文庫（全8巻）1977-78
    - 復刊1990年、2004年
- 『古事記及び日本書紀の新硏究』洛陽堂 1919
  - 毎日ワンズ 2012年
  - 新書版 2018年
- 『神代史の硏究』岩波書店 1924
- 『道家の思想と其の開展』東洋文庫〈東洋文庫論叢〉 1927
- 『日本上代史硏究』岩波書店 1930
  - 新版 1979年
- 『上代日本の社会及び思想』岩波書店、1933
- 『左伝の思想史的硏究』東洋文庫〈東洋文庫論叢 第22〉1935
- 『支那思想と日本』（岩波新書 赤版 1937
  - 度々復刊
  - 岩波書店「岩波新書」大判 1984年
- 『儒敎の實踐道德』岩波書店 1938
- 『蕃山・益軒』岩波書店〈大教育家文庫〉 1938
  - 復刊 1984年
- 『論語と孔子の思想』岩波書店 1946
  - 復刊 1974年
- 『歴史の矛盾性』大洋出版社 1947
- 『日本上代史の研究』岩波書店 1947
- 『ニホン人の思想的態度』中央公論社、1948
- 『学問の本質と現代の思想』岩波書店、1948
- 『日本古典の研究』岩波書店 1948-50
- 『日本の神道』岩波書店 1949
  - クレス出版〈神道研究選集第6巻〉2014
- 『おもひだすまゝ』岩波書店 1949
- 『必然・偶然・自由』角川新書、1950
- 『儒教の研究』岩波書店（全3巻）1950-56
- 『諸民族における人間概念』国連出版社 1951
- 『日本の皇室』早稲田大学出版部 1952
  - 中央公論新社「中公クラシックス」 2019[34]
- 『日本文芸の研究』岩波書店 1953
- 『歴史の扱ひ方 歴史教育と歴史学』中央公論社 1953
- 『シナ仏教の研究』岩波書店 1957
- 『歴史学と歴史教育』岩波書店 1959
- 『思想・文芸・日本語』岩波書店 1961

著作選集
- 『津田左右吉歴史論集』（今井修編、岩波文庫、2006年）
- 『津田左右吉セレクション』（書肆心水、2012年）

1. 『津田左右吉セレクション1 津田史学の思想』（書肆心水、2012年）
2. 『津田左右吉セレクション2 日本文化と外来思想』（書肆心水、2012年）
3. 『津田左右吉セレクション3 記紀の構造・思想・記法』（書肆心水、2012年）

- 『維新の思想史』（書肆心水、2013年）
- 『皇室と日本 敗戦後皇室論議の要諦』（書肆心水、2017年）

著作全集
『津田左右吉全集』（岩波書店（全28巻、別巻5冊）1963 - 1966年
- 『第1巻 (日本古典の研究 上)』1963年。
- 『第2巻 (日本古典の研究 下)』1963年。
- 『第3巻 (日本上代史の研究)』1963年。
- 『第4巻 (文学に現はれたる国民思想の研究 第1)』1964年。
- 『第5巻 (文学に現はれたる国民思想の研究 第2)』1964年。
- 『第6巻 (文学に現はれたる国民思想の研究 第3)』1964年。
- 『第7巻 (文学に現はれたる国民思想の研究 第4)』1964年。
- 『第8巻 (文学に現はれたる国民思想の研究 第5)』1964年。
- 『第9巻 (日本の神道)』1964年。
- 『第10巻 (日本文芸の研究)』1964年。
- 『第11巻 (満鮮歴史地理研究 第1)』1964年。
- 『第12巻 (満鮮歴史地理研究 第2)』1964年。
- 『第13巻 (道家の思想とその展開)』1964年。
- 『第14巻 (論語と孔子の思想)』1964年。
- 『第15巻 (左伝の思想史的研究)』1964年。
- 『第16巻 (儒教の研究 第1)』1965年。
- 『第17巻 (儒教の研究 第2)』1965年。
- 『第18巻 (儒教の研究 第3)』1965年。
- 『第19巻 (シナ仏教の研究)』1965年。
- 『第20巻 (歴史学と歴史教育)』1965年。
- 『第21巻 (思想・文芸・日本語)』1965年。
- 『第22巻 (論叢 第1)』1965年。
- 『第23巻 (論叢 第2)』1965年。
- 『第24巻(自叙伝 他)』1965年。
- 『第25巻 (日記 第1)』1965年。
- 『第26巻 (日記 第2)』1965年。
- 『第27巻 (日信)』1965年。
- 『第28巻 (日本・シナ思想の研究)』1965年。

- 『別巻 第1 (神代史の新しい研究,古事記及び日本書紀の新研究)』1966年。
  - 『別巻 第1 (神代史の新しい研究,古事記及び日本書紀の新研究)』1989年。
- 『別巻 第2 (文学に現はれたる我が国民思想の研究-貴族文学の時代)』1966年。
  - 『別巻 第2 (文学に現はれたる我が国民思想の研究-貴族文学の時代)』1989年。
- 『別巻 第3 (文学に現はれたる我が国民思想の研究-武士文学の時代)』1966年。
  - 『別巻 第3 (文学に現はれたる我が国民思想の研究-武士文学の時代)』1989年。
- 『別巻 第4 (文学に現はれたる我が国民思想の研究-平民文学の時代 上)』1966年。
  - 『別巻 第4 (文学に現はれたる我が国民思想の研究-平民文学の時代 上)』1989年。
- 『別巻 第5 (文学に現はれたる我が国民思想の研究-平民文学の時代 中)』1966年。
  - 『別巻 第5 (文学に現はれたる我が国民思想の研究-平民文学の時代 中)』1989年。
- 『補巻1(書簡)』1989年。
- 『補巻2(書簡・補遺)』1989年。

## 津田左右吉に関する研究・伝記
- 家永三郎『津田左右吉の思想史的研究』岩波書店、1972年。
- 上田正昭 編『津田左右吉 人と思想』三一書房、1974年。
- 大室幹雄『アジアンタム頌 津田左右吉の生と情調』新曜社、1983年。
- 鈴木瑞枝『黄昏の人 津田左右吉』八雲書房、1994年。
- 赤座憲久著、岩淵慶造絵『歴史学者津田左右吉 歴史は未来をひらく』小峰書店〈新こみね創作児童文学〉、1998年。 - 児童文学
- 新川登亀男・早川万年編『史料としての『日本書紀』 津田左右吉を読みなおす』（勉誠出版 2011）
- 大井健輔『津田左右吉、大日本帝国との対決』（勉誠出版、2015年）